# Travels in Brazil
Travels in Brazil (abreviado Trav. Brazil	) es un libro con ilustraciones y descripciones botánicas que fue escrito por el naturalista, botánico, explorador, y artista inglés Henry Koster y publicado en 2 volúmenes en el año 1816.